# Eutelia maryna
Eutelia maryna är en fjärilsart som beskrevs av William Schaus 1934. Eutelia maryna ingår i släktet Eutelia och familjen nattflyn. Inga underarter finns listade i Catalogue of Life.